# وجبة جاهزة للأكل
الوجبة الجاهزة للأكل –

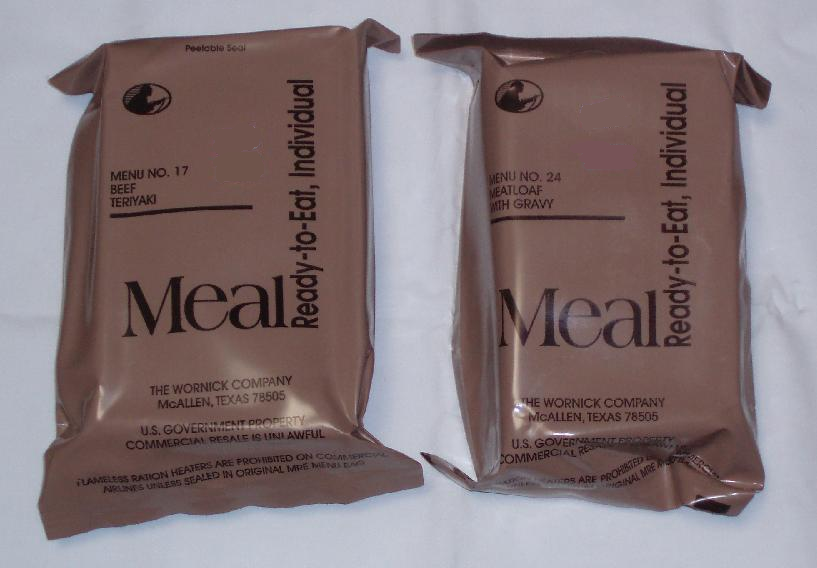
مغلفان من الوجبات الجاهزة للأكل؛ إحداهما بها لحم بقري بصوص الترياكي، والأخرى بها لحم مخلوط مع مكونات أخرى مع المرق

الوجبة الجاهزة عادةً ما يُشار إليها بالاختصار الإنجليزي للكلمة وهو MREهي عبارة عن حصة ميدانية مستقلة بذاتها في عبوات خفيفة الوزن تشتريها وزارة الدفاع الأمريكية لأفرادها في الخدمة لاستخدامها في القتال أو في أي ظروف ميدانية أخرى حيث لا توجد مرافق غذائية منظمة، وبينما يجب أن تحفظ هذه الوجبة باردة فهي لا تحتاج أن توضع بالثلاجة. وتم توزيع هذه الوجبات للمدنيين في الكوارث الطبيعية.في حين ينبغي ان تبقي الوجبة الجاهزة باردة، فانها لا تحتاج إلى ان تكون موضوعة في الثلاجة. استبدلت  الوجبة الجاهزة الوجبات المعلبة, في 1981,  وهو الخلف المقصود إلى الوجبات طويلة الأمد (LRP)والأخف وزنا التي وضعتها جيش الولايات المتحدة للقوات الخاصة ووحدات حراسه الحارس في فيتنام. كما وزعت الوزارات علي المدنيين خلال الكوارث الطبيعية.

## التاريخ

### الخلفية
كانت أول حصة للطعام للجنود الامريكيين تم إنشاؤها بموجب قرار من الكونجرس خلال الحرب الثورية, وكانت تتكون من طعام يكفي الرجل ليوم واحد، معظمه من لحم البقر والبازلاء والأرز. وفي خلال الحرب الأهلية, قامت وزارة الدفاع الأمريكية بالاتجاه نحو الطعام المعلب، وفي وقت لاحق تم إصدار مجموعات مكتفية ذاتيا كحصة كاملة احتوت علي اللحم المعلب والخبز والقهوة والسكر والملح. أما خلال الحرب العالمية الأولي فقد تم استبدال اللحوم المعلبة باللحوم المحفوظة خفيفة الوزن المملحة أو المجففة لتوفير الوزن وللسماح للجنود الحاملين معداتهم سيرا علي الاقدام بحمل المزيد من الحصص الغذائية، وفي بداية الحرب العالمية الثانية, تم تقديم عدد من الحصص الميدانية الجديدة ومنها الحصة الجبلية وحصة الغابة. ومع ذلك فإن تدابير خفض التكاليف من قبل المسئوليين عن قيادة القطاع خلال الجزء الاخير من الحرب العالمية الثانية والحرب الكورية رأت هيمنة الحصص المعلبة الثقيلة علي الجنود بغض النظر عن بيئة التشغيل أو المهمة, وخلال الحرب العالمية الثانية  تم بعث أكثر من مئة مليون علبة وجبات سبام فيها إلي المحيط الهادي  واستمر استخدام تلك الحصص المعلبة الرطبة خلال حرب فيتنام.

### المقدمة
بعد التجارب المتكررة مع تقديم حصص الاعاشه المعدة للجنود الذين يعود تاريخهم إلى الحرب العالمية الثانية، أدرك مسؤولو البنتاغون في نهاية المطاف ان مجرد توفير وجبه متوازنة من الناحية الغذائية في الميدان لم يكن كافيا.وكثيرا ما تطلب افراد الخدمة في مختلف المناطق الجغرافية والحالات القتالية مجموعات فرعيه مختلفه من مكونات الاغذيه التي تعتبر مستساغه علي مدي فترات طويلة. وعلاوة علي ذلك، فان تقديم الطعام لأذواق وتفضيلات الافراد من شانه ان يشجع أعضاء الخدمة علي الاستهلاك الفعلي لكامل الحصة . والأهم من ذلك ان استخدام القوات المتخصصة في بيئات شديده القسوة وضرورة حمل الأحمال الميدانية الثقيلة علي نحو متزايد اثناء سير البعثات الموسعة يتطلبان بدائل أخف بكثير لحصص الاعاشه العادية المعلبة.
في 1963 ، بدأت وزاره الدفاع تطوير «وجبه، جاهزه للأكل» ، وهي الحصة التي تعتمد علي اعداد الطعام الحديثة وتكنولوجيا التعبئة والتغليف لخلق بديل أخف للوجبات المعلبة، والتمويني الفردي.في 1966 ، وهذا ادي إلى الوجبة طويلة المدى ، وهي الوجبة المجففة المخزنة في الحقيبة قماش للماء. ومع ذلك، وكما هو الحال بالنسبة لحصص الغابات، فان نفقاتها مقارنه بالحصص الغذائية المعلبة، فضلا عن تكاليف تخزين وتخزين حصص الاعاشه الميدانية المتخصصة، أدت إلى استخدامها المحدود والي محاولات متكررة لوقفها من جانب مسؤولي قياده التموين.
في 1975 ، بدأ العمل علي وجبه مجففه مخزنه في كيس من البلاستيك، بقياده الدكتور عبد الرحمن (الذي حصل في وقت لاحق علي جائزة جداره الخدمة المدنية لمساهمته). وتحولت الي وجبة مثالية باستخدام 12عنصر.

### تطوير مستمر
الوجبة الجاهزة في تطوير منذ ظهورها. في 1990 مسخن المؤونة غير المشتعل سمح لأحد أعضاء الخدمة بالاستمتاع بوجبة ساخنة .في مجموعه من الاختبارات والمسوحات الميدانية، طلب أعضاء الخدمة المزيد من المكونات وحجم أكبر للوجبة.وبحلول عام 1994 ، أضيفت رسومات تشبه الإعلانات التجارية لجعل الأكثر سهولة وجاذبية، في حين تم إدخال مواد قابلة للتحلل البيولوجي للمكونات الغير قابلة للأكل، مثل الملاعق والمناديل. وقد توسع عدد المكونات إلى 16 بحلول عام 1996 (بما في ذلك الخيارات النباتية) ، و 20 مكون بحلول عام 1997 و 24 في عام 1998. واليوم، يشمل النظام 24 مكونا وأكثر من 150 صنف إضافي. يسمح الصنف لأعضاء الخدمة من مختلف الثقافات والمناطق الجغرافية بإيجاد شيء مستساغ.
وجاءت الحصة أصلا في كيس من البني الداكن الخارجي من 1981 إلى 1995 لأنه كان مصمما للحمل في الغابات المعتدلة والسهول في وسط أوروبا. تم استبداله في 1996 مع حقيبة خارجية التي كانت أكثر ملاءمة للخدمة في صحاري الشرق الأوسط. بحلول عام 2000 ، تم تقديم طبق الدخول بوريتو الفول. في 2006 ، قدمت  «أكياس المشروبات» للوجبة الجاهزة حيث بدأ أعضاء الخدمة في الاعتماد علي اكياس المشروبات بدلا من القرب .
في الآونة الأخيرة، تم تطوير الوجبة الجاهزة باستخدام كمية غذائية مرجعية ، الذي أنشأته الأكاديمية الوطنية للطب. أشارت المنظمة الدولية للهجرة إلى أن أفراد الخدمة (الذين تم تصنيفهم على أنهم رجال نشيطون للغاية تتراوح أعمارهم بين 18 و 30 عامًا) يحرقون حوالي 4200 سعرة حرارية في اليوم، ولكنهم يميلون إلى استهلاك حوالي 2400 سعرة حرارية يوميًا أثناء القتال، حيث يدخلون ميزان الطاقة السلبية. يحدث هذا الخلل عندما يفشل أعضاء الخدمة في استهلاك أجزاء كاملة من حصصهم الغذائية. على الرغم من أن التلاعب بالمواد الغذائية وتوزيع المغذيات الكبيرة للمساعدة في تعزيز كمية السعرات الحرارية لكل وجبة جاهزة قد تم إجراؤها، إلا أن المزيد من الدراسات تظهر أن العديد من أفراد الخدمة لا يزالون لا يستوفون المعايير الحالية للاستهلاك اليومي، وغالباً ما يقومون بالتداول وتجاهل أجزاء من الحصة. يستمر الباحثون في دراسة العادات والأفضليات في تناول الطعام لأفراد الخدمة، مما يؤدي إلى تغييرات مستمرة تشجع موظفي الخدمة على تناول الوجبة بأكملها وبالتالي الحصول على القيمة الغذائية الكاملة.

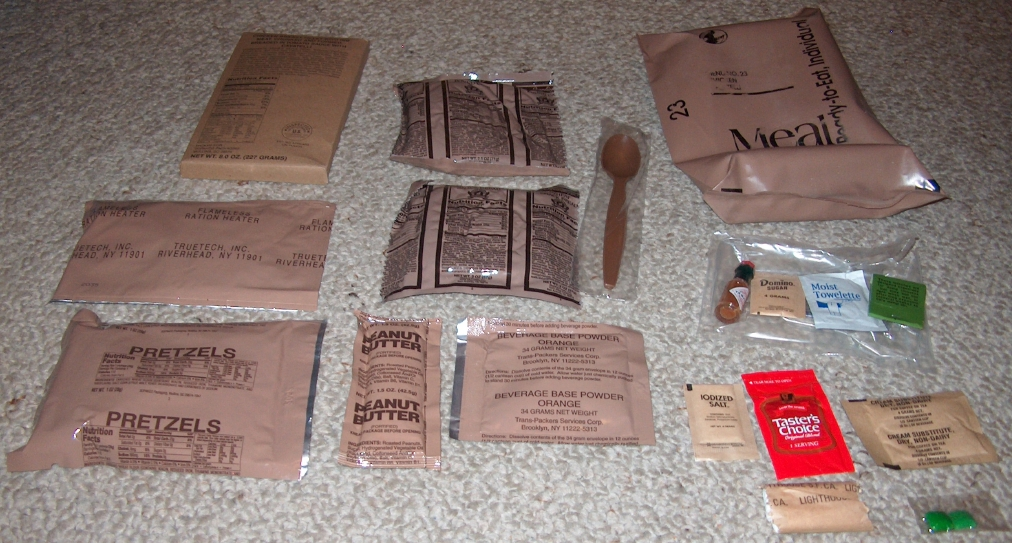
الوجبة الجاهزة للأكل رقم 23 وهي تتكون من صدور دجاج بداخلها لحم أضلع